# الموزة الفاسدة

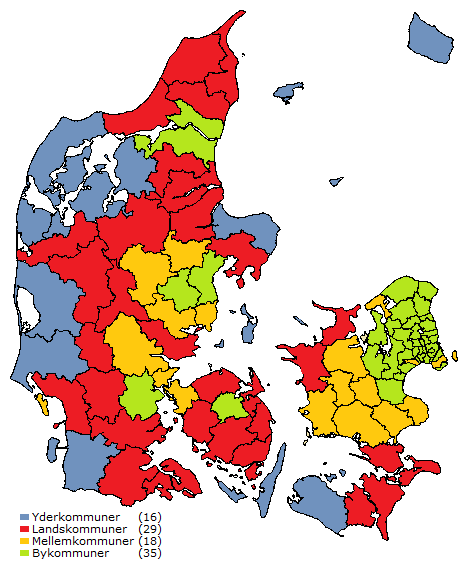
تشكل البلديات الخارجية باللونين الأزرق والأحمر جزءًا كبيرًا من المنطقة التي تعتبر تقليديًا جزءًا من الموزة الفاسدة

الموزة الفاسدة (بالدنماركية : Den rådnebanan) هي منطقة غير رسمية في ريف الدنمارك تواجه تفاوتات اقتصادية كبيرة.  يشمل المصطلح تقليديًا منطقة البلديات الدنماركية الممتدة من الساحل الغربي لجوتلاند إلى جزر لولاند-فالستر في الجنوب الشرقي،  وتشكل شكل هلال يشبه الموزة. وقد حظيت هذه الظاهرة باهتمام وسائل الإعلام بسبب التفاوتات الاقتصادية الصارخة بين هذه المناطق والمراكز الحضرية الأكثر ازدهارًا،   مثل كوبنهاغن، آرهوس، وأودنسه.
صاغ هان دبليو تانفيج هذا المصطلح في التسعينيات للفت الانتباه إلى ظاهرة متناقضة مع ظاهرة الموزة الزرقاء.  وأصبح هذا المصطلح، الذي يحمل دلالة سلبية، عتيق الطراز، وانخفض استخدام وسائل الإعلام لهذا المصطلح.  يأسف تانفيج على إنشاء هذا المصطلح.  في الوقت الذي انقضى منذ صياغة هذا المصطلح، وجدت الدراسات أن المنطقة التي تعاني من أعلى معدلات البطالة قد تقلصت إلى غرب فيستسجلاند، ولولاند وفالستر.  